# Ajdar (folyó)
Az Ajdar (ukránul és oroszul: Айдар) folyó Oroszországban és Ukrajnában, mely a Közép-Orosz-hátságban ered, 264 kilométer hosszú (ebből Ukrajna területén 256 km), vízgyűjtő területe 7400 km² és a Donyec folyóba torkollik. Vizét öntözésre használják.